# Suolojaure (Arjeplogs socken, Lappland, 732876-163261)
Suolojaure är en sjö i Arjeplogs kommun i Lappland och ingår i Piteälvens huvudavrinningsområde. Sjön har en area på 0,795 kvadratkilometer och ligger 370,3 meter över havet.

## Delavrinningsområde
Suolojaure ingår i det delavrinningsområde (733077-163025) som SMHI kallar för Inloppet i Antajaure. Medelhöjden är 420 meter över havet och ytan är 20,79 kvadratkilometer. Det finns inga avrinningsområden uppströms utan avrinningsområdet är högsta punkten. Vattendraget som avvattnar avrinningsområdet har biflödesordning 4, vilket innebär att vattnet flödar genom totalt 4 vattendrag innan det når havet efter 194 kilometer. Avrinningsområdet består mestadels av skog (92 procent). Avrinningsområdet har 1,18 kvadratkilometer vattenytor vilket ger det en sjöprocent på 5,7 procent.